# Турсиос, Данило
Дани́ло Э́львис Ту́рсиос Фу́нес (исп. Danilo Elvis Turcios Funes; 8 мая 1978, Сонагуэра, Колон) — гондурасский футболист, опорный полузащитник. Отличался универсализмом, кроме позиции опорного полузащитника, мог сыграть на любой позиции в обороне.

## Биография
Свою карьеру Турсиос начал в клубах «Универсидад НАХ» и «Мотагуа», а в 2002 году он переехал в Уругвай где по одному сезону провёл за «Дефенсор Спортинг» и «Пеньяроль». В 2004 году Турсиос перешёл в мексиканский «Эстудиантес Текос», но и там он не задержался надолго и спустя один год вернулся в Гондурас, где с тех пор (с небольшим перерывом когда он играл за гватемальский «Комуникасьонес») выступал за «Олимпию».
Он подписал контракт с «Атланта Силвербэкс» из Североамериканской футбольной лиги в феврале 2012 года. Он играл в сезоне 2012 года (Апертура) за «Реал Сосьедад», но покинул клуб, когда закончился контракт. Он не планировал уйти в отставку после окончания сезона, намекая на возвращение в «Мотагуа», которое так и не состоялось из-за отказа клуба.
Он, наконец, присоединился к клубу из Второго дивизиона, «Хагуарес де УПНФМ», на Клаусуру 2013 года.
В национальной сборной Данило Турсиос дебютировал 17 ноября 1999 года в матче со сборной Тринидада и Тобаго, сыграв за это время в её составе в 84 матчах и забив в них 7 мячей. Турсиос включён в заявку Гондураса на чемпионат мира 2010, после которого и покинул сборную, его последний матч был сыгран в июне против Швейцарии.